# Герберга фон Глайберг
Герберга фон Глайберг (на немски: Gerberge von Gleiberg; * ок. 970; † сл. 1036) от фамилията на Конрадините е графиня от Ветерау и чрез женитба маркграфиня на Швайнфурт.
Тя е дъщеря на пфалцграф и граф Хериберт фон Ветерау (925 – 992) и съпругата му графиня Ирмтруда (Имица, Ирментруда, Ерментруда) фон Авалгау (957 – 1020), дъщеря на граф Мегингоц фон Гелдерн († 998/1001) и Герберга († ок. 995/996), дъщеря на граф Готфрид от Юлих, пфалцграф на Лотарингия. Тя е правнучка на Шарл III, крал на Западнофранкското кралство.

## Фамилия
Герберга фон Глайберг се омъжва пр. 1009 г. в Кинцигау за маркграф Хайнрих фон Швайнфурт (* пр. 980, † 18 септември 1017). Те имат децата:
- Ото III († 1057), от 1048 г. херцог на Швабия, ∞ 1036 г. за Ирмингард (Имила) († 1078) от род Ардуини, дъщеря на Оделрик Манфред II (маркграф на Торино)
- Ейлика/Айлика(† 10 декември 1055 – 1056), ∞ I. 1015/1018 г. за граф Бенно (Бернхард) I фон Нортхайм († 1019/1020); II. ок. 1020 г. Бернхард II херцог на Саксония († 29 юни 1059, Билунги)
- Юдит († 2 август 1058), ∞ I сл. 1021 Бретислав I херцог на Бохемия († 10 януари 1055, Пршемисловци); ∞ II април 1055 Петер Орсеоло крал на Унгария († 30 август 1059, Арпади)
- Бурхард I († 18 октомври 1059), епископ на Халберщат
- Хайнрих († сл. 1043), 1021 – 1043 граф на Пегниц, женен за фон Зулафелд
- дъщеря, омъжена за Диполд I, граф в Аугстгау († сл. 1060)
- дъщеря, омъжена за Рупрехт, граф и бургграф на Регенсбург († сл. 1035)
- дъщеря, омъжена за Удалшалк II, фогт на Фрайзинг, граф на Среден Паар († сл. 1040)